# ديويت والاس
ديويت والاس (بالإنجليزية: DeWitt Wallace)‏ هو ناشر أمريكي، ولد في 12 نوفمبر 1889، وتوفي في 30 مارس 1981.

## وصلات خارجية
- ديويت والاس على موقع الموسوعة البريطانية (الإنجليزية)
- ديويت والاس على موقع إن إن دي بي (الإنجليزية)